# Епархия Сантьяго-де-Верагуаса
Епархия Сантьяго-де-Верагуаса (лат. Dioecesis Sancti Iacobi Veraguensis) — епархия Римско-Католической церкви с центром в городе Сантьяго-де-Верагуас, Панама. Епархия Сантьяго-де-Верагуса входит в митрополию Панамы. Епархия Сантьяго-де-Верагуаса распространяет свою юрисдикцию на всю территорию провинции Верагуас. Кафедральным собором епархии Сантьяго-де-Верагуаса является церковь святого Иакова в городе Сантьяго-де-Верагуас.

## История
13 июля 1963 года Римский папа Павел VI издал буллу "Panamensis Ecclesiae", которой учредил епархию Сантьяго-де-Верагуса, выделив её из архиепархии Панамы.

## Ординарии епархии
- епископ Marcos Gregorio McGrath CSC[2] (3.03.1964 — 5.02.1969) — назначен архиепископом Панамы;
- епископ Martín Legarra Tellechea OAR (3.04.1969 — 15.02.1975);
- епископ José Dimas Cedeño Delgado (15.02.1975 — 18.04.1994) — назначен архиепископом Панамы;
- епископ Óscar Mario Brown Jiménez (17.12.1994 — 30.04.2013);
- епископ Audilio Aguilar Aguilar (30.04.2013 — по настоящее время).

## Источник
- Annuario Pontificio, Libreria Editrice Vaticana, Città del Vaticano, 2003, ISBN 88-209-7422-3
- Bolla Panamensis Ecclesiae, AAS 56 (1964), стр. 725  (лат.)